# سفر بخیر
سفر بخیر فیلمی به کارگردانی داریوش مؤدبیان، نویسندگی داریوش مؤدبیان و علی بهروزنسب و تهیه‌کنندگی داریوش مؤدبیان و علی‌اصغر اوجانی محصول سال ۱۳۷۳ است.

## خلاصه فیلم
اکبر آقا که در یزد شیرینی پزی دارد از ترس دردسرهای بچه دار شدن، تن به ازدواج نمی‌دهد، در صورتی که برادر کوچکش اصغرآقا در اصفهان دارای همسر و چند فرزند قد و نیم قد است. اصغرآقا طی تماسی دعوت می‌کند تا اکبر برای متأهل شدن و ضمناً انجام کاری به اصفهان برود.

## بازیگران
- اکبر عبدی
- حمیده خیرآبادی
- پروین سلیمانی
- داریوش اسدزاده
- زیبا نادری
- مهری ودادیان
- محمد ورشوچی
- روح‌الله مفیدی
- محمدعلی میاندار
- پری کربلایی
- قدرت‌الله ایزدی
- حسین حشمتی
- گوهرشاد مهابادی
- صفر کشکولی
- منیر رجبی
- علی عارف زاده